# 青梅郵便局
青梅郵便局（おうめゆうびんきょく）は東京都青梅市にある郵便局。民営化前の分類では集配普通郵便局であった。

## 概要
住所：〒198-8799 東京都青梅市東青梅1-13-2

### 分室
分室はなし。過去に存在した分室は以下のとおり。
- 保険分室 - 1953年（昭和28年）に廃止。簡易生命保険および郵便年金のみ取扱。

## 沿革
- 1872年8月4日（明治5年7月1日） - 青梅郵便取扱所として開設[1]。
- 1875年（明治8年）1月1日 - 青梅郵便局（五等）となる。
- 1880年（明治13年）9月 - 為替取扱所を設置。
- 1881年（明治14年）8月 - 貯金預所を設置。
- 1894年（明治27年）2月11日 - 青梅郵便電信局となる。
- 1903年（明治36年）4月1日 - 通信官署官制の施行に伴い青梅郵便局となる。
- 1948年（昭和23年）9月2日 - 西多摩郡青梅町西分に、保険分室を設置[2]。
- 1950年（昭和25年）12月21日 - 保険分室を、青梅町西分から同町大字青梅に移転するとともに、青梅郵便局分室に改称[3]。
- 1953年（昭和28年）2月23日 - 青梅市大字青梅から、同市大字勝沼に局舎を新築、移転。同日、保険分室を廃止[4]。
- 1955年（昭和30年）6月21日 - 下長淵簡易郵便局の一時閉鎖[5]に伴い、取扱事務を承継。
- 1956年（昭和31年）11月1日 - 電話通話および和文電報受付事務の取扱を開始。
- 1971年（昭和46年）8月23日 - 青梅市勝沼から同市東青梅一丁目に移転。
- 1999年（平成11年） - 外国通貨の両替および旅行小切手の売買に関する業務取扱を開始。
- 2007年（平成19年）10月1日 - 民営化に伴い、併設された郵便事業青梅支店に一部業務を移管。
- 2012年（平成24年）10月1日 - 日本郵便株式会社発足に伴い、郵便事業青梅支店を青梅郵便局に統合。

## 取扱内容
- 郵便、印紙、ゆうパック、内容証明
- 貯金、為替、振替、振込、国際送金、外貨両替・トラベラーズチェック、国債、投資信託
- 生命保険、バイク自賠責保険、自動車保険、がん保険、引受条件緩和型医療保険
- ゆうちょ銀行ATM
- 青梅市内の一部地域の集配業務
- ゆうゆう窓口

## 周辺
- 青梅市役所
- 東京都立青梅総合高等学校
- 青梅市立第二中学校
- 多摩川

## アクセス
- JR青梅線 東青梅駅から南東へ約500m（徒歩約5分）
- 都営バス 青梅市役所前停留所下車
- 首都圏中央連絡自動車道（圏央道） 青梅ICから西へ約4km
- 駐車場あり：15台